# 2018-as ecuadori alkotmánymódosító népszavazás
2018. február 4-én alkotmánymódosító népszavazást és nemzeti konzultációt tartottak Ecuadorban. A szavazók összesen hét kérdésben foglaltak állást. Ezek közül a legfontosabb Lenín Moreno elnök javaslata volt arról, hogy alkotmánymódosítással tiltsák meg azt, hogy indulhasson az elnökválasztáson olyan személy, aki már volt elnök.
Az ecuadori alkotmány korábban is tiltotta a volt elnökök újraválasztását, de 2015-ben az akkori elnök, Rafael Correa támogatásával kikerült az alkotmányból ez a tilalom. A 2018-as népszavazáson a szavazók a tilalom helyreállítását támogatták, visszavonva ezzel a 2015-ös alkotmánymódosítást. Ezzel meghiúsult Correa terve, hogy a következő elnökválasztáson visszatérjen a hatalomba. Correa, aki a 2017-es elnökválasztáson Morenót támogatta, árulónak nevezte a jelenlegi elnököt.